# Crawling in the Dark
Crawling in the Dark – debiutancki singel zespołu Hoobastank z płyty Hoobastank. Singiel został wydany 2 kwietnia 2001 roku.